# قائمة الأرقام القياسية البارالمبية في رياضة الدراجات على المضمار
فيما يلي قائمة بالأرقام القياسية البارالمبية في مسابقات سباق الدراجات على المضمار.

## مسابقات الرجال
تُشير إلى كون الرقم القياسي البارالمبي هو نفسه الرقم القياسي العالمي في تلك المسابقة. يرجع تاريخ آخر تحديث لهذه الأرقام إلى 1 سبتمبر 2024.
| المسابقة                                       | الرقم القياسي | الرياضي                            | الفئة | الجنسية         | التاريخ       | الدورة الأولمبية         | المكان                        | مراجع  |
| ---------------------------------------------- | ------------- | ---------------------------------- | ----- | --------------- | ------------- | ------------------------ | ----------------------------- | ------ |
| سباق 200 متر ضد الساعة بانطلاقة طائرة (تفاصيل) | 10.050        | أنتوني كابس كريغ ماكلين (القائد)   | بي    | بريطانيا العظمى | 2 سبتمبر 2012 | الألعاب البارالمبية 2012 | لندن، بريطانيا العظمى         | [ 1 ]  |
| سباق 1 كيلومتر ضد الساعة (تفاصيل)              | 1:01.557      | ألفونسو كابللو                     | سي 5  | إسبانيا         | 26 أغسطس 2021 | الألعاب البارالمبية 2020 | مضمار إيزو، اليابان           | [ 2 ]  |
| سباق 1 كيلومتر ضد الساعة (تفاصيل)              | 1:02.021      | كوري بودنغتون                      | سي 4  | أستراليا        | 31 أغسطس 2024 | الألعاب البارالمبية 2024 | سانت كونتان أون إيفلين، فرنسا | [ 3 ]  |
| سباق 1 كيلومتر ضد الساعة (تفاصيل)              | 1:04.825      | جاكو فان غاس                       | سي 3  | بريطانيا العظمى | 31 أغسطس 2024 | الألعاب البارالمبية 2024 | سانت كونتان أون إيفلين، فرنسا | [ 4 ]  |
| سباق 1 كيلومتر ضد الساعة (تفاصيل)              | 1:07.944      | ألكسندر ليوتي                      | سي 2  | فرنسا           | 31 أغسطس 2024 | الألعاب البارالمبية 2024 | سانت كونتان أون إيفلين، فرنسا | [ 4 ]  |
| سباق 1 كيلومتر ضد الساعة (تفاصيل)              | 1:08.347      | لي تشانغيو                         | سي 1  | الصين           | 27 أغسطس 2021 | الألعاب البارالمبية 2020 | مضمار إيزو، اليابان           | [ 5 ]  |
| سباق 1 كيلومتر ضد الساعة (تفاصيل)              | 58.038        | نيل فاشي مات روثرهام (القائد)      | بي    | بريطانيا العظمى | 28 أغسطس 2021 | الألعاب البارالمبية 2020 | مضمار إيزو، اليابان           | [ 6 ]  |
| سباق 3000 متر مطاردة (تفاصيل)                  | 3:15.488      | جاكو فان غاس                       | سي 3  | بريطانيا العظمى | 30 أغسطس 2024 | الألعاب البارالمبية 2024 | سانت كونتان أون إيفلين، فرنسا | [ 7 ]  |
| سباق 3000 متر مطاردة (تفاصيل)                  | 3:24.298      | ألكسندر ليوتي                      | سي 2  | فرنسا           | 30 أغسطس 2024 | الألعاب البارالمبية 2024 | سانت كونتان أون إيفلين، فرنسا | [ 8 ]  |
| سباق 3000 متر مطاردة (تفاصيل)                  | 3:31.338      | لي تشانغيو                         | سي 1  | الصين           | 29 أغسطس 2024 | الألعاب البارالمبية 2024 | سانت كونتان أون إيفلين، فرنسا | [ 9 ]  |
| سباق 4000 متر مطاردة (تفاصيل)                  | 4:13.934      | دوريان فولون                       | سي 5  | فرنسا           | 31 أغسطس 2024 | الألعاب البارالمبية 2024 | سانت كونتان أون إيفلين، فرنسا | [ 10 ] |
| سباق 4000 متر مطاردة (تفاصيل)                  | 4:17.700      | آرتشي أتكينسون                     | سي 4  | بريطانيا العظمى | 31 أغسطس 2024 | الألعاب البارالمبية 2024 | سانت كونتان أون إيفلين، فرنسا | [ 11 ] |
| سباق 4000 متر مطاردة (تفاصيل)                  | 3:55.396      | تريستان بانغما باتريك بوس (القائد) | بي    | هولندا          | 29 أغسطس 2024 | الألعاب البارالمبية 2024 | سانت كونتان أون إيفلين، فرنسا | [ 12 ] |

## مسابقات السيدات
تُشير إلى كون الرقم القياسي البارالمبي هو نفسه الرقم القياسي العالمي في تلك المسابقة. يرجع تاريخ آخر تحديث لهذه الأرقام إلى 1 سبتمبر 2024.
| المسابقة                                       | الرقم القياسي | الرياضية                           | الفئة | الجنسية         | التاريخ        | الدورة الأولمبية          | المكان                        | مراجع  |
| ---------------------------------------------- | ------------- | ---------------------------------- | ----- | --------------- | -------------- | ------------------------- | ----------------------------- | ------ |
| سباق 200 متر ضد الساعة بانطلاقة طائرة (تفاصيل) | 11.675        | ليندي هو جانيل ليندساي (القائدة)   | بي    | أستراليا        | 19 سبتمبر 2004 | الألعاب البارالمبية 2004 ‏ | أثينا، اليونان                |        |
| سباق 500 متر ضد الساعة (تفاصيل)                | 35.390        | كارولين غروت                       | سي 5  | هولندا          | 29 أغسطس 2024  | الألعاب البارالمبية 2024  | سانت كونتان أون إيفلين، فرنسا | [ 13 ] |
| سباق 500 متر ضد الساعة (تفاصيل)                | 34.812        | كادينا كوكس                        | سي 4  | بريطانيا العظمى | 27 أغسطس 2021  | الألعاب البارالمبية 2020  | مضمار إيزو، اليابان           | [ 14 ] |
| سباق 500 متر ضد الساعة (تفاصيل)                | 38.512        | ميل بيمبل                          | سي 3  | كندا            | 31 أغسطس 2024  | الألعاب البارالمبية 2024  | سانت كونتان أون إيفلين، فرنسا | [ 15 ] |
| سباق 500 متر ضد الساعة (تفاصيل)                | 38.487        | أماندا ريد                         | سي 2  | أستراليا        | 27 أغسطس 2021  | الألعاب البارالمبية 2020  | مضمار إيزو، اليابان           | [ 16 ] |
| سباق 500 متر ضد الساعة (تفاصيل)                | 40.878        | تشيان وانغ وي                      | سي 1  | الصين           | 31 أغسطس 2024  | الألعاب البارالمبية 2024  | سانت كونتان أون إيفلين، فرنسا | [ 17 ] |
| سباق 1 كيلومتر ضد الساعة (تفاصيل)              | 1:05.291      | لاريسا كلاسن إيمكي برومر (القائدة) | بي    | هولندا          | 26 أغسطس 2021  | الألعاب البارالمبية 2020  | مضمار إيزو، اليابان           | [ 18 ] |
| سباق 3000 متر مطاردة (تفاصيل)                  | 3:27.057      | سارة ستوري                         | سي 5  | بريطانيا العظمى | 25 أغسطس 2021  | الألعاب البارالمبية 2020  | مضمار إيزو، اليابان           | [ 19 ] |
| سباق 3000 متر مطاردة (تفاصيل)                  | 3:35.856      | إيميلي بيتريكولا                   | سي 4  | أستراليا        | 30 أغسطس 2024  | الألعاب البارالمبية 2024  | سانت كونتان أون إيفلين، فرنسا | [ 20 ] |
| سباق 3000 متر مطاردة (تفاصيل)                  | 3:41.692      | وانغ شياو مي                       | سي 3  | الصين           | 29 أغسطس 2024  | الألعاب البارالمبية 2024  | سانت كونتان أون إيفلين، فرنسا | [ 21 ] |
| سباق 3000 متر مطاردة (تفاصيل)                  | 3:45.133      | دافني شراجر                        | سي 2  | بريطانيا العظمى | 29 أغسطس 2024  | الألعاب البارالمبية 2024  | سانت كونتان أون إيفلين، فرنسا | [ 22 ] |
| سباق 3000 متر مطاردة (تفاصيل)                  | 4:17.814      | تشيان وانغ وي                      | سي 1  | الصين           | 29 أغسطس 2024  | الألعاب البارالمبية 2024  | سانت كونتان أون إيفلين، فرنسا | [ 22 ] |
| سباق 3000 متر مطاردة (تفاصيل)                  | 3:17.643      | صوفي أنوين جيني هول (القائدة)      | بي    | بريطانيا العظمى | 1 سبتمبر 2024  | الألعاب البارالمبية 2024  | سانت كونتان أون إيفلين، فرنسا | [ 23 ] |

## مسابقات الفرق
تُشير إلى كون الرقم القياسي البارالمبي هو نفسه الرقم القياسي العالمي في تلك المسابقة. يرجع تاريخ آخر تحديث لهذه الأرقام إلى 1 سبتمبر 2024.
| المسابقة                       | الرقم القياسي | الرياضيان                          | الفئة  | الجنسية         | التاريخ       | الدورة الأولمبية         | المكان              | مراجع  |
| ------------------------------ | ------------- | ---------------------------------- | ------ | --------------- | ------------- | ------------------------ | ------------------- | ------ |
| 750 متر سباق سرعة فرق (تفاصيل) | 47.579        | كادينا كوكس جاكو فان غاس جودي كندي | سي 1–5 | بريطانيا العظمى | 28 أغسطس 2021 | الألعاب البارالمبية 2020 | مضمار إيزو، اليابان | [ 24 ] |

## وصلات خارجية
- الأرقام القياسية البارالمبية – مسابقات الرجال
- الأرقام القياسية البارالمبية – مسابقات السيدات